# Étoile variable de type RR Lyrae

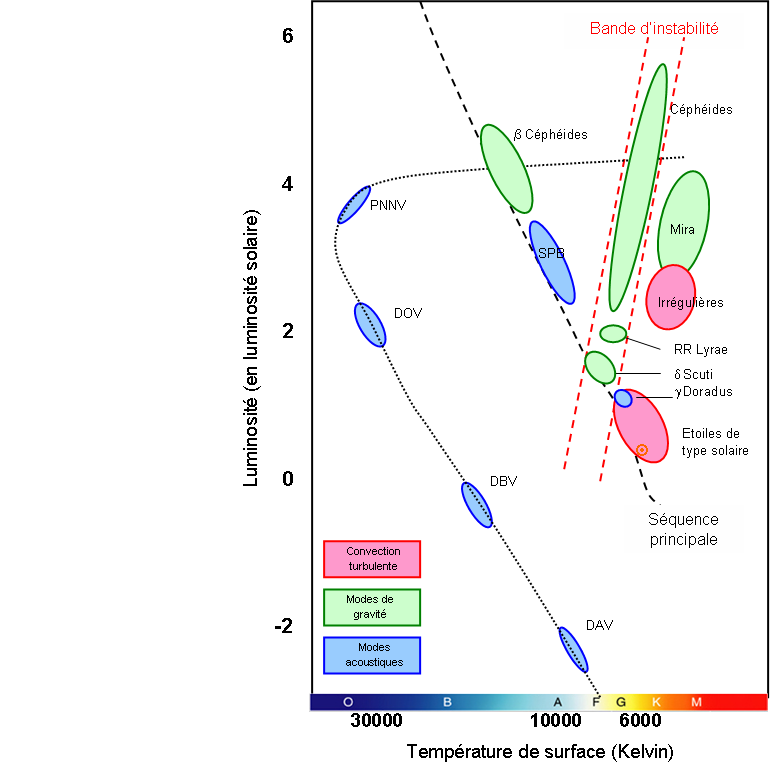
Diagramme de Hertzsprung-Russell avec les zones où se situent divers types d'étoiles variables, parmi lesquelles les céphéides et les RR Lyrae (en vert).

Les (étoiles) variables de type RR Lyrae sont des étoiles variables pulsantes, nommées d'après l'étoile prototype du genre, RR Lyrae, et souvent utilisées en tant que chandelles standard.

## Propriétés
Les étoiles de type RR Lyrae ont une période de variation de luminosité relativement courte, comprise entre 0,2 et 1,1 jour. Certaines peuvent ainsi être vues sur un cycle complet en une seule nuit (voir animation en lien externe ci-dessous).
Ces étoiles sont des variables pulsantes placées sur la branche horizontale du diagramme de Hertzsprung-Russell, ayant une masse d'environ la moitié de celle du Soleil — notons toutefois que ces étoiles subissent une perte de masse importante avant d'atteindre le stade RR Lyrae, et sont donc formées à partir d'étoiles ayant une masse équivalente et même supérieure à celle du Soleil. Elles varient de manière similaire aux céphéides, avec toutefois quelques différences :
- Les RR Lyrae sont des étoiles relativement vieilles, dites de population II, de faible métallicité.
- Moins massives, elles sont donc plus nombreuses que les céphéides, mais moins lumineuses. La magnitude absolue moyenne d'une RR Lyrae typique est de +0,75 environ, soit 50 fois la luminosité solaire.
- Leur période est plus courte, en général moins d'une journée.

Les RR Lyrae sont classées en trois types principaux : RRab, RRc et RRd. Les RRc sont celles possédant les périodes les plus courtes, et les RRd possèdent deux périodes de pulsation superposées.
- Les RRab oscillent suivant leur mode fondamental de vibration ; leur courbe de lumière est asymétrique, avec une augmentation rapide de luminosité suivie d'une décroissance plus lente. L'amplitude est typiquement comprise entre 0,9 et 1,3 magnitude.
- Les RRc oscillent suivant la première harmonique de leurs modes de vibrations, mais avec une courbe de lumière bien plus régulière, en forme de sinusoïde. L'amplitude des oscillations n'excède pas 0,8 magnitude.
- Des oscillations plus irrégulières sont parfois observées, et sont en général signe du fait que plusieurs modes de vibrations (en général deux) se superposent. On parle alors de RRd, quand on observe la superposition des deux modes ci-dessus.
- Des irrégularités plus importantes, peut-être signes de la présence d'un troisième mode de vibration se trouvent également dans certaines étoiles de type RR Lyrae, comme XZ Cygni. Ces irrégularités sont connues sous le nom d'effet Blazhko (en), du nom de l'astronome soviétique Sergei Blazhko qui le premier le mit en évidence en 1907 avec l'étoile RW Draconis. Elles semblent liées à des effets dus au champ magnétique de l'astre.

## Utilisation
Les étoiles de type RR Lyrae étant d'une luminosité faible comparées à d'autres populations stellaires, elles sont utilisées pour les mesures de distances dans notre Galaxie ou son environnement proche, le Groupe local. Il est par exemple plus facile d'observer des étoiles de type RR Lyrae, peu lumineuses mais plus nombreuses dans les galaxies naines du Groupe Local, dans lesquelles on peut ne trouver aucune céphéide.
Historiquement, c'est grâce à des étoiles de type RR Lyrae que Walter Baade put en 1951 estimer pour la première fois la distance du Soleil au centre galactique, par l'étude de tels astres, au sein de l'amas globulaire NGC 6522 situé à proximité immédiate du centre galactique, dans une région appelée fenêtre de Baade.